# Fongafale
Fongafale är den största ön i atollen Funafuti i staten Tuvalu. På ön bor omkring 4 000 invånare i ett sammanhängande stadsområde som täcker nästan hela ön. Tuvalus enda internationella flygplats finns på Funafuti och landningssträckan går från nordöst till sydväst på den bredaste delen av ön. Stadsdelen Vaiaku, som är stadens administrativa centrum, ligger på lagunsidan.
Fongafale är indelad i fyra stadsdelar, eller officiellt byar; Alapi, Fakai Fou, Senala och Vaiaku. 
På Fongafale finns landets regeringsbyggnader, dess enda hotell, ett centrum för telekommunikation, ett fängelse, en meteorologisk station, en bensinstation, ett sjukhus, guvernörens hus, några butiker, landets enda kommersiella bank och postcentralen.
I staden finns fyra taxibilar, och det går att hyra motorcyklar.